# Pisg
Pisg  é um gerador de estatísticas de canais de IRC escrito em Perl, e criado a partir de arquivos de log com formatos diferentes. Ele foi originalmente escrito porque o IRCStats não era Open Source. Ele está sobre a licença GPL e é de fácil customização.

- Versão atual: 0.72 Lançado em 13 de Fevereiro de 2008.

## Arquivos de log suportados
| X-Chat   | mIRC   | mIRC6    | Eggdrops | bxlog para BitchX | irssi   | virc98     | dancer    |
| Trillian | Grufti | mbot     | winbot   | zcbot             | muh     | energymech | ircII     |
| psybnc   | ircle  | infobot  | axur     | bobot++           | oer     | perlbot    | Vision    |
| pircbot  | KVIrc  | HydraIRC | sirc     | moobot            | supybot | blootbot   | dircproxy |